# Hopea montana
Espèce
Statut de conservation UICN

 CR B1+2c, D : 
En danger critique
Hopea montana est une espèce de plantes du genre Hopea de la famille des Dipterocarpaceae.